# 諸允修
諸允修（1572年—？），字以安，號世所，浙江杭州府仁和縣人，明朝政治人物。

## 生平
万历二十五年（1597年）丁酉科浙江乡试舉人，二十九年（1601年）辛丑科進士。授襄城县知县，筑长堤以捍水患，减县騶以足驿递。又增筑襄城新仓廒，餝学宫，时称循吏。入为工部主事，进员外郎，督理通惠河。进郎中，福王之国，道出潞河、天津，王舟例用双缆，民居妨挽道者，有司议尽撤之。允修谓逞便一时，忍令数十万生民悲露处乎。持不可，乃具小舟百，巨缆千，俾人夫傍两岸挽之，既不失礼于王，而数万室安堵如故，人稱有济变才。四十六年（1618年）十二月升福建布政使司右参政、兵备建南。天启元年（1621年）四月升四川按察使、兵备建昌。三年（1623年）二月升云南左布政使，五年（1625年）三月迁贵州左布政使，十月从云南巡抚闵洪学之请，復任云南左布政使。时奢安之乱延省郊外，民拥门号哭求入，议者虑冠乘之变且叵测，又属人众，安插无所，粮亦不敷，将拒之。诸允修曰：此吾赤子，奈何以饱贼刃。乃由别门先出精兵于数十里外，设伏卫之，亲坐城楼启门令入，尽安顿藩司两庑及各空署内，又贷黔国公粮以食之，全活數十万。七年（1627年）迁南京光禄寺卿，崇禎四年（1631年）二月以计典被糾冒滥去職。

## 家族
曾祖諸應選，指挥佥事。祖父諸大章，父諸懋家，以諸允修貴俱贈南京光祿寺卿。